# The Storr
The Storr (ve skotské gaelštině An Stòr) je nejvyšší vrchol poloostrova Trotternish na severu ostrova Skye ve skotských Vnitřních Hebridách. Administrativně je toto území součástí skotské správní oblasti Highland. Poloostrov Trotternish je díky svým přírodním, zejména krajinným, geomorfologickým a geologickým hodnotám zařazen mezi čtyřicet chráněných krajinných oblastí na území Skotska, označovaných jako National scenic area (NSA). Tyto chráněné krajinné oblasti pokrývají celkem 13% území Skotska.

## Geografie
The Storr se nachází nedaleko jihovýchodního pobřeží poloostrova Trotternish u Raasayského průlivu, oddělujícího ostrovy Skye a Raasay. The Storr je stejně jako severněji položená oblast Quiraing součástí hřebene Trotternish Ridge. Tento hřeben, vytvořený pohybem zemských desek, se nachází na geologickém zlomu, který je stále aktivní. Krajinu poloostrova modelují též svahové pohyby a erozní vlivy. V jejich důsledků je masív Storru velmi členitý s výraznými geomorfologickými tvary, jako skalní stěny, skalní věže či jehly. Nejznámějším z těchto útvarů jsou Old Man of Storr a Neadle Rock (Skalní jehla) na východním svahu hory v místě, nazývaném někdy Sanctuary („Svatyně“).

### Mineralogická lokalita
The Storr je registrován jako typová lokalita minerálu gyrolitu NaCa16(Si23Al)O60(OH)8·14H2O, který zde byl poprvé nalezen a popsán v roce 1851. Jméno tohoto vzácného minerálu ze skupiny křemičitanů, spojovaného se zeolity, je odvozeno od  řeckého slova guros (γῦρος), v překladu „kruh“. Gyrolit se obvykle vyskytuje v čediči a čedičových tufech, ovlivněných hydrotermálními procesy. 

## Přístup
Celá oblast masívu The Storr je protkána množstvím turistických stezek, zejména v prostoru východních svahů mezi vrcholem hory a silnicí A855. Výchozím bodem je zpravidla cesta, odbočující ze silnice A855 poblíž severního břehu jezera Loch Leathan. Nedaleko této odbočky se nachází zastávka, obsluhovaná místními autobusy z Portree, správního střediska ostrova Skye. Z Portree je toto východisko turistických cest vzdálené po silnici zhruba 9,5 km. Na vrchol The Storr vede jak strmější cesta z východní strany, tak i delší hřebenová cesta od jihu.

## Galerie

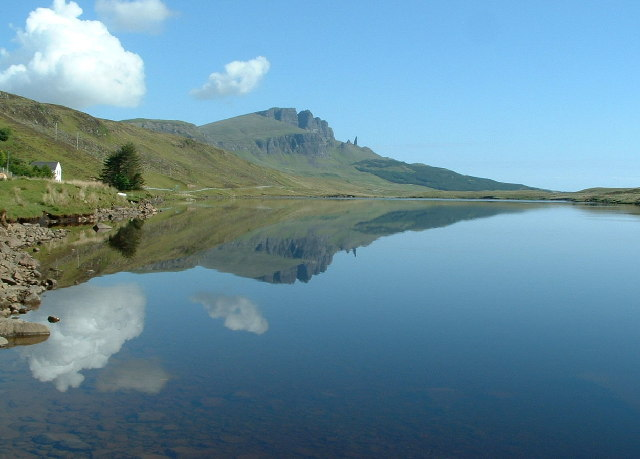
Pohled na Storr z jihu od Loch Fada
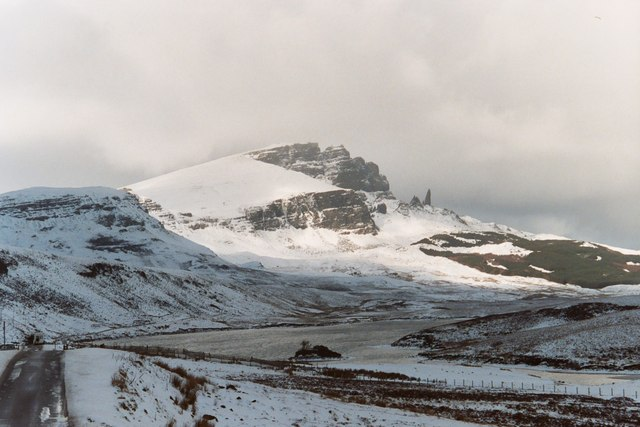
Masív The Storr v zimě
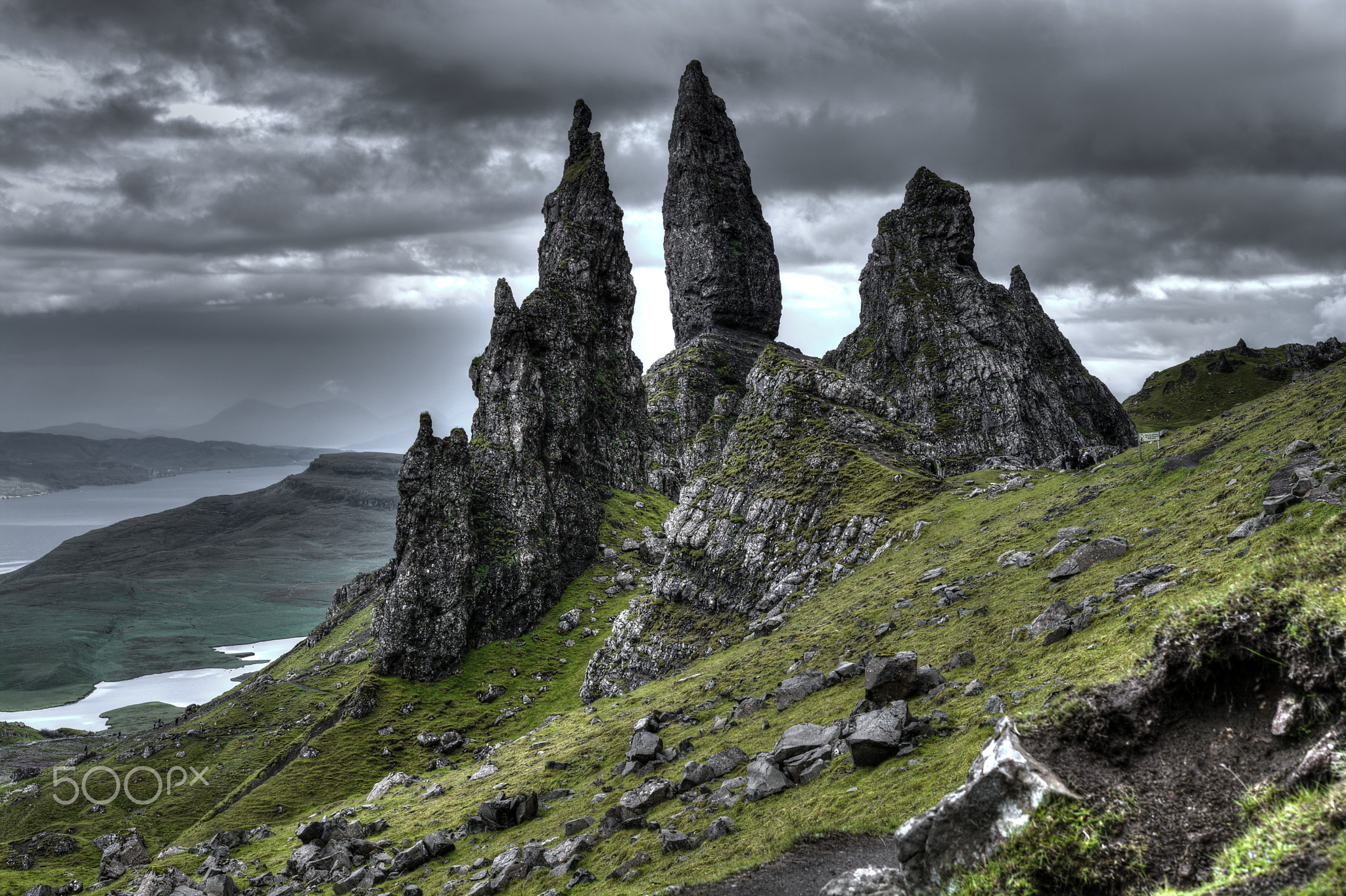
Old Man of Storr
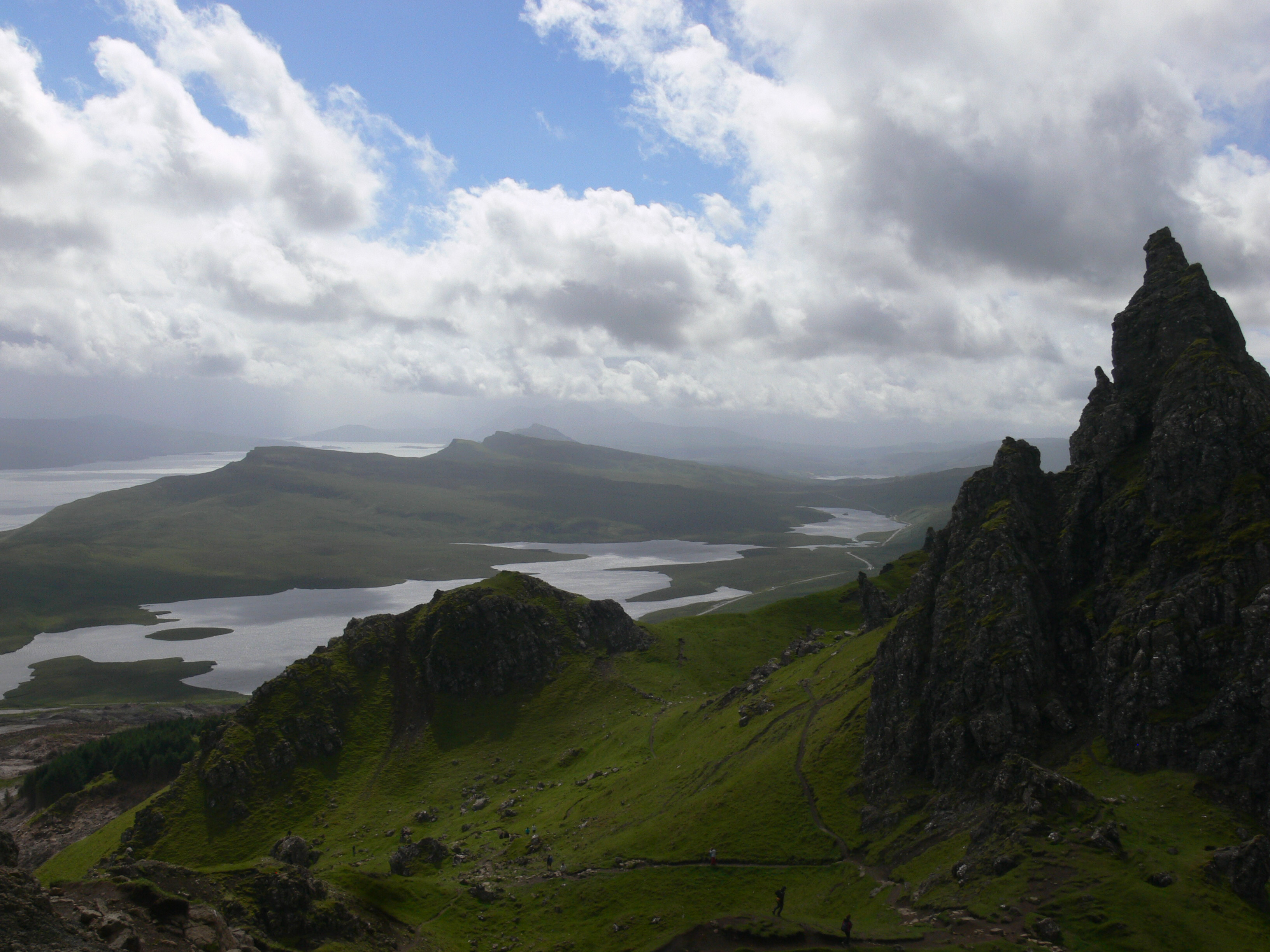
Pohled ze svahu Storru na Loch Leithan
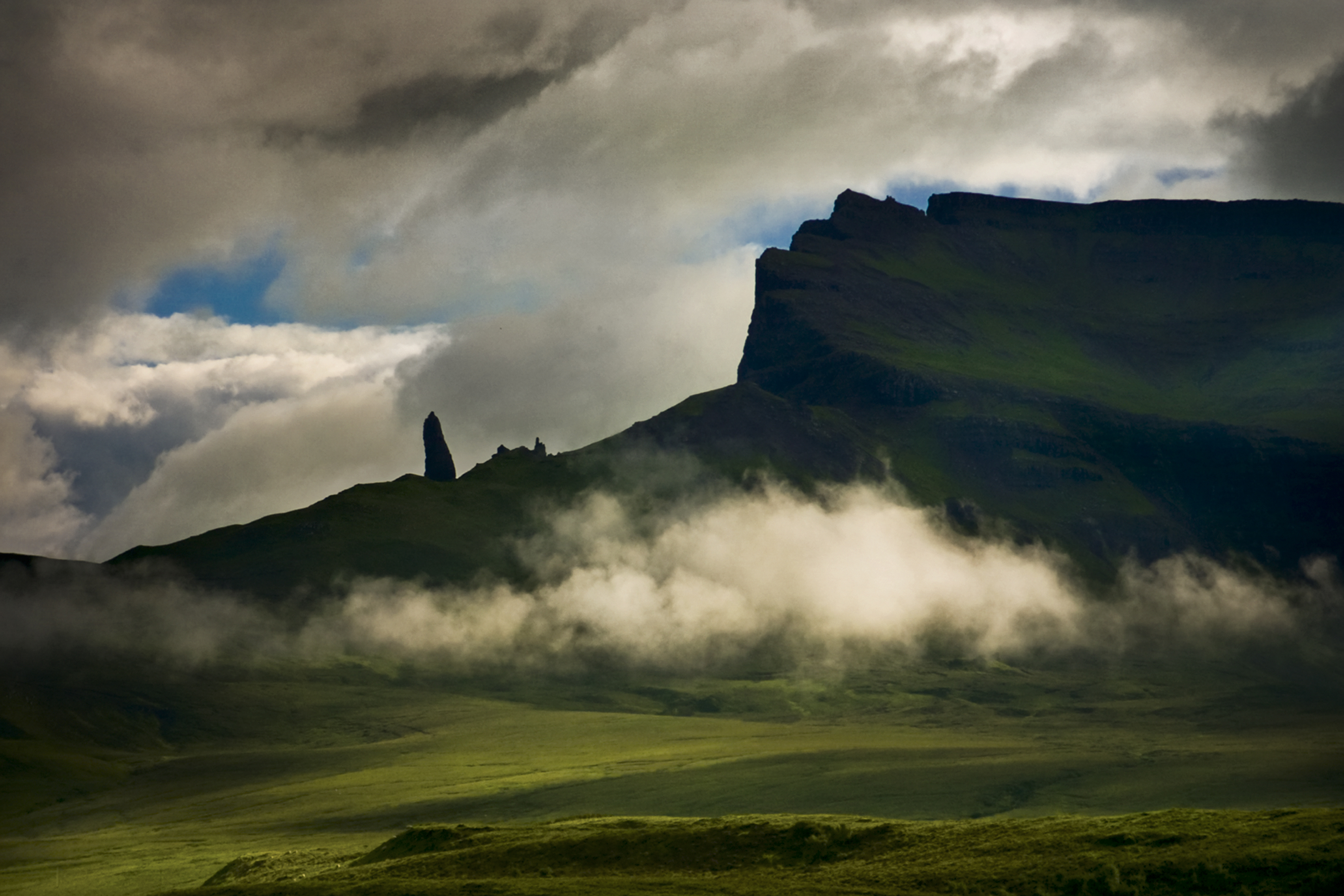
Pohled od severu
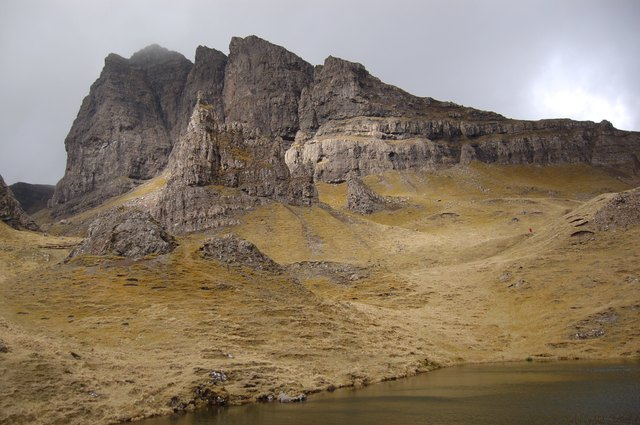
Skalní srázy The Storr